# 麦岭镇 (富川县)
麦岭镇，是中华人民共和国广西壮族自治区贺州市富川瑶族自治县下辖的一个乡镇级行政单位。

## 行政区划
麦岭镇下辖以下地区：
麦岭社区、麦岭村、长春村、大坝村、新造村、小田村、秀林村、高桥村、涌泉村、月塘村、村黄村、金田村、和睦村和三民村。